# Lee In-jong
Lee In-jong (koreanisch 이인종; * 2. August 1982 in der Provinz Gyeonggi-do) ist eine südkoreanische Taekwondoin, die im Mittel- und Schwergewicht antritt.
Lee errang ihren ersten internationalen Erfolg bei der Weltmeisterschaft 2007 in Peking. In der Klasse bis 72 Kilogramm unterlag sie erst im Finale gegen María Espinoza und wurde Vizeweltmeisterin. Zwei Jahre später wiederholte sie den Erfolg und gewann bei der Weltmeisterschaft in Kopenhagen nach einer Finalniederlage gegen Han Yingying in der Klasse bis 73 Kilogramm abermals die Silbermedaille. In den folgenden Jahren konnte sich Lee in den nationalen Ausscheidungen nicht durchsetzen und verpasste zunächst die Teilnahme an weiteren internationalen Titelkämpfen. Erst im Jahr 2012 machte sie wieder international auf sich aufmerksam. Bei der Asienmeisterschaft in Ho-Chi-Minh-Stadt gewann sie in der Klasse bis 73 Kilogramm ihren ersten Titel. Gegen ihre Teamkollegin An Sae-bom setzte sich Lee in der nationalen Olympiaausscheidung durch und qualifizierte sich für ihre ersten Olympischen Spiele in London. Dort unterlag sie im Schwergewicht über 67 Kilogramm im Viertelfinale Anne-Caroline Graffe, erreichte aber über die Hoffnungsrunde den Kampf um Bronze. Nachdem sie dort Anastassija Baryschnikowa knapp unterlag, belegte Lee im Endklassement Rang fünf.